# Electric Fields
Electric Fields é um duo australiano de música eletrónica constituído pela vocalista Zaachariaha Fielding e pelo teclista e produtor Michael Ross. Os Electric Fields combina música moderna de electro-soul com a cultura aborígene e canta em dialeto pitjantjatjara, yankunytjatjara e também em inglês. A dupla já lançou um EP e vários singles. Representaram a Austrália no Festival Eurovisão da Canção de 2024 com a canção «One Milkali (One Blood)».

## História
Antes de formarem o grupo, ambos os artistas ficaram conhecidos ao participarem individualmente na versão australiana do Factor X Austrália. Zaachariaha Fielding participou da 3.ª edição do programa, enquanto Michael Ross participou da 5.ª.Os Electric Fields formaram-se oficialmente em 2015 e lançaram vários covers que variam entre pop, soul e eletrónica. A crítica especializada descreveu a dupla como «um encontro dos Daft Punk e Nina Simone dentro do Deep Forest».
Em 2016, lançaram o seu primeiro EP intitulado «Inma», que funde música eletrónica com o uso de várias dialetos aborígenes australianas, como pitjantjatjara e yankunytjatjara. O EP foi promovido através de vários festivais de música, como o Spirit Festival, Adelaide Fashion Festival e Triple J Festival. Em 2016, a dupla ganhou o Emily Burrows Award, um prémio atribuído para reconhecer e promover o desenvolvimento profissional de artistas ou grupos musicais emergentes da Austrália Meridional. No ano seguinte, a dupla ganhou um Prémio Nacional de Música Indígena, a maior distinção da música aborígene, na categoria Revelação do Ano. Em 2018, receberam uma nomeação para Artista do Ano.
Em 2018, a participação do dua no «Eurovision - Australia Decides 2019», o processo de seleção da Austrália para o Festival Eurovisão da Canção de 2019, foi confirmada com a canção «2000 and Whatever», com a qual terminaram em 2.º lugar, atrás de Kate Miller-Heidke. Após a experiência de seleção, os Electric Fields fizeram uma digressão pela Austrália. Durante as actuações foi montada uma banda de apoio que incluía um guitarrista, um tocador de didjeridu e dançarinos.
Em 2020, durante a pandemia de COVID-19, o duo gravou virtualmente, em colaboração com Jessica Mauboy, Missy Higgins e John Butler, um cover da canção «From Little Things Big Things Grow» de Kev Carmody e Paul Kelly como parte do documentário The Sound, transmitido pela ABC Television. Em novembro de 2021, os Electric Fields obtiveram um contrato de gravação com a gravadora Warner Music da Austrália e lançaram os singles «Gold Energy» e «Catastrophe».
Em maio de 2024 representarão a Austrália no Festival Eurovisão da Canção, em Malmo, na Suécia, com a canção «One Milkali (One Blood)».

## Membros

### Zaachariaha Fielding
Zaachariaha Fielding é o mais velho de nove filhos de uma família que vive em Mimili, nas terras APY do noroeste da Austrália Meridional. Estudou música indígena australiana e começou a produzir o seu próprio trabalho no Centro de Estudos Aborígenes em Música da Universidade de Adelaide. É também conhecido como um artista cujo trabalho foi exibido em várias exposições, tendo ganho o Prémio Wynne e o prémio Ramsay Art Prize People's Choice em 2023 pelo que recebeu 15 000 dólares australianos (9 000 euros).

### Michael Ross
Michael Ross é um cantor, compositor, pianista e produtor de Adelaide. As suas influências musicais na infância foram principalmente Mariah Carey, juntamente com The Cranberries, Tracy Chapman e Lauryn Hill. Antes de se juntar aos Electric Fields, Michael foi concorrente no Factor X da Austrália em 2013.

## Discografia

### Extended plays
- 2016 – Inma

### Singles
- 2019 – 2000 and Whatever
- 2019 – Vision
- 2021 – Gold Energy
- 2022 – Catastrophe

#### Como artista em destaque
- 2017 – No Other High (Touch Sensitive feat. Electric Fields)
- 2020 – Would I Lie (Keiino feat. Electric Fields)
- 2021 – Must Be Love (Tseba feat. Electric Fields)
- 2022 – Fight for Me (Barkaa feat. Electric Fields)